# James Ferguson (1710-1776)
James Ferguson (Rothiemay, 25 aprile 1710 – Londra, 17 novembre 1776) è stato un astronomo scozzese costruttore di strumenti scientifici.

## Biografia
Ferguson nacque vicino a Rothiemay in Banffshire da umili genitori. Secondo la sua autobiografia, imparò a leggere ascoltando il padre insegnare al fratello maggiore, e con l'aiuto di una vecchia donna fu in grado di leggere bene prima che suo padre pensasse di insegnargli. Dopo che questi gli insegnò a scrivere venne mandato all'età di sette anni per tre mesi alla scuola di grammatica a Keith.
Il suo interesse per la meccanica venne in questo periodo accidentalmente risvegliato nel vedere suo padre che si avvaleva di una leva per sollevare una parte del tetto della sua casa, esibizione di forza che lo meravigliò. Nel 1720 fu mandato in una fattoria vicina a tenere le pecore, e lì si divertiva a realizzare modelli di macchine e di notte studiava le stelle. In seguito, come servo prima di un mugnaio e poi di un medico, incontrò alcune difficoltà che avrebbero reso la sua costituzione debole per tutta la vita. Essendo costretto dal suo stato di salute a tornare a casa, si divertì a fare un orologio usando ruote di legno e per molla un osso di balena. Quando senza pensiero mostrò questa ed alcune altre sue invenzioni a un gentiluomo, questi lo assunse per pulire e prendersi cura dei suoi orologi, e rendere la propria casa la sua casa. Egli cominciò a disegnare schemi per il ricamo, e il suo successo in questa arte lo spinse a pensare di diventare un pittore.
Nel 1734 si recò a Edimburgo dove iniziò a fare ritratti in miniatura, lavoro con cui, mentre era impegnato nei suoi studi scientifici, riusciva a dare sostentamento a sé stesso e alla sua famiglia per molti anni. Successivamente si stabilì a Inverness, dove elaborò la sua Astronomical Rotula for showing the motions of the planets, places of the sun and moon, &c. e nel 1743 si trasferì a Londra, in Inghilterra, dove mise su casa per il resto della vita. Scrisse diversi articoli per la Royal Society di Londra, di cui fu membro dal novembre 1763, mise a punto modelli astronomici e meccanici e nel 1748 iniziò a tenere conferenze pubbliche di filosofia sperimentale, che portò in giro nella maggior parte delle principali città in Inghilterra. Nel luglio 1762 ne tenne anche a Derby, basate sul suo libro Lectures on Select Subjects in Mechanics, Hydrostatics, Pneumatics, Optics &c pubblicato nel 1760. Al fine di illustrare le sue lezioni impiegò diverse macchine, modelli e strumenti e si pensa che questo avvenimento sia stato rilevante per la creazione, pochi anni dopo del quadro Filosofo tiene una lezione sul planetario da parte di Joseph Wright of Derby ed oggi esposto nel Derby Museum and Art Gallery, che forse fu spettatore di quelle lezioni. Il suo profondo interesse per i soggetti dei suoi studi, le sue spiegazioni chiare, i suoi schemi ingegnosamente costruiti, ed i suoi apparati meccanici lo resero uno dei più riusciti divulgatori di argomenti scientifici.
Tuttavia è come l'inventore e miglioratore di apparati astronomici e di altri generi scientifici, e come un esempio importante di autodidatta che merita un posto tra gli uomini più notevoli della scienza del suo paese. Durante gli ultimi anni della sua vita fu titolare di una pensione di 50 sterline da parte del Privy Purse. Morì a Londra il 17 novembre 1776 e fu sepolto nel cimitero di St Marylebone.

## Opere

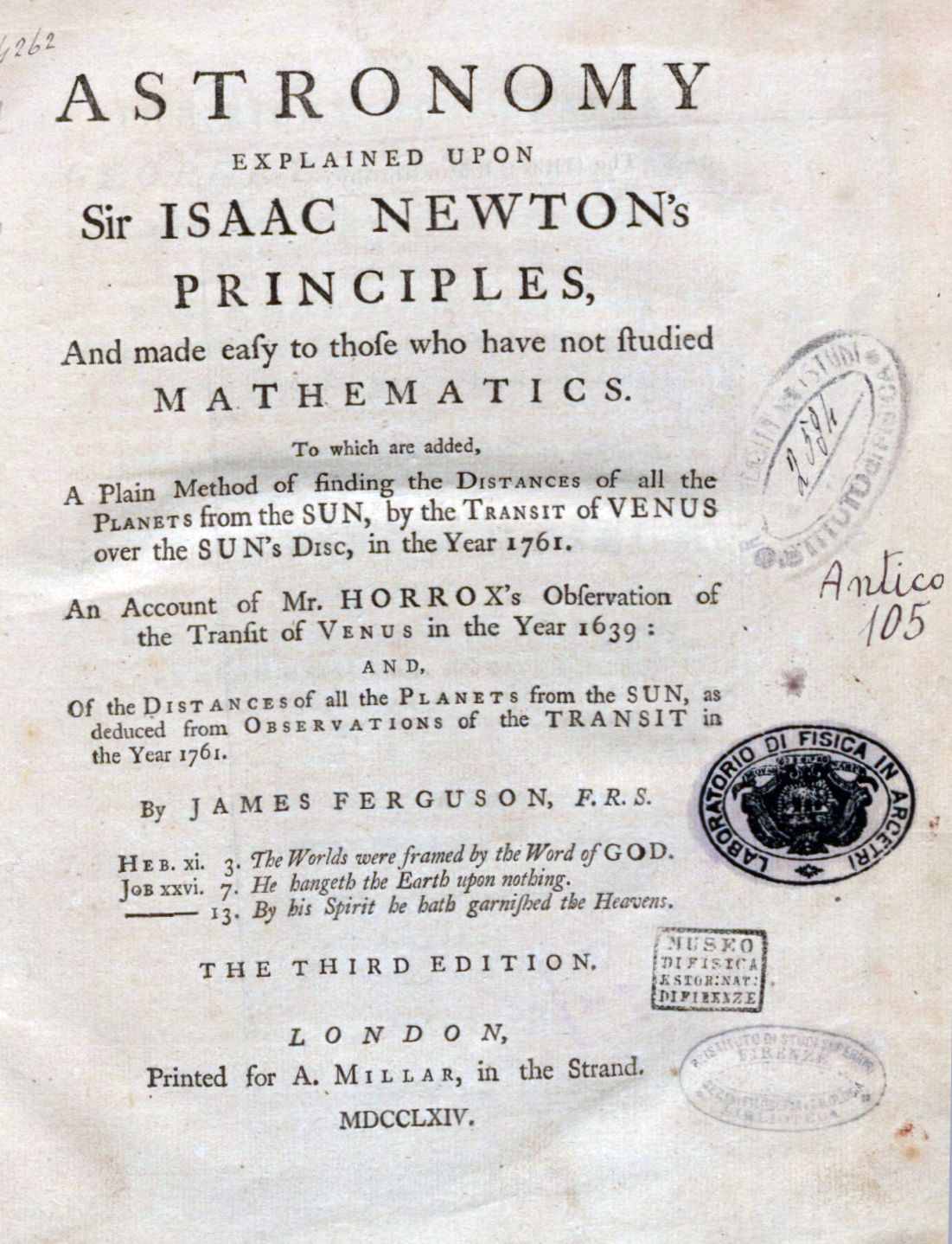
Astronomy explained upon Sir Isaac Newton’s Principles, 1764

Le pubblicazioni principali di Ferguson sono:
- Astronomical Tables (1763)
- Lectures on Select Subjects (prima edizione 1761, edita da Sir David Brewster nel 1805)
- Astronomy explained upon Sir Isaac Newton's Principles (1756, edita da Sir David Brewster nel 1811)
- (EN) Astronomy explained upon Sir Isaac Newton’s Principles, London, Andrew Millar, 1764.
- Select Mechanical Exercises, with a Short Account of the Life of the Author, written by himself (1773).

La sua autobiografia è inclusa in una “Vita” scritta da E. Henderson, LL.D. (Prima edizione 1867, seconda 1870), che contiene anche una descrizione completa delle principali invenzioni di Ferguson, accompagnata da illustrazioni. A questa si affianca “La storia del filosofo contadino” di Henry Mayhew (1857).